# Щоденники мотоцикліста
«Щоденники мотоцикліста» (ісп. Diarios de motocicleta) — фільм 2004 року, знятий за щоденниками Че Гевари про його подорож Південною Америкою.

## Сюжет
Дія фільму відбувається 1952 року. 23-річний Ернесто Гевара разом з другом Альберто Гранадо вирушає у подорож Південною Америкою на мотоциклі. Їх мета розважитися і побачити нові місця, а потім попрацювати у Перу. Проїхавши понад 8000 км, хлопці дізнаються багато нового про свій рідний континент, його природу і людей. Від побаченого змінюються їх уявлення про життя.

## У ролях
- Гаель Гарсія Берналь — Ернесто Гевара
- Родріго де ла Серна — Альберто Гранадо
- Міа Маестро — Чичіна
- Густаво Моралес — Фелікс
- Густаво Буено — доктор Уго Песке
- Жаклін Васкес — Лус
- Антонелла Коста — Сильвія
- Мерседес Моран — Селія де ла Серна
- Жан П'єр Ноер — Ернесто Гевара Лінч
- Лукас Оро — Роберто Гевара
- Марина Глесер — Селіта Гевара
- Софія Бертолотто — Ана Марія Гевара
- Франко Солацці — Хуан Мартін Гевара
- Факундо Еспінова — Томас Гранадо
- Сусана Лантері — тітка Росанна

## Нагороди
Загалом фільм отримав 26 нагород і 37 номінацій, зокрема:
- Каннський кінофестиваль: Приз Франсуа Шале, Приз екуменічного журі, технічний гран-прі[3]
- Оскар за найкращу пісню «Al otro lado del río»
- BAFTA: найкращий фільм іноземною мовою, нагорода Ентоні Асквіта
- Гойя: найкращий сценарій
- Незалежний дух: найкращий оператор, найкращий дебют